# Тэппин, Джон
Джон Линдсли Тэппин (англ. John Lindsley Tappin; 22 января 1906 — 24 декабря 1964) — американский дипломат.

## Биография
Джон Линдсли Тэппин родился 22 января 1906 года в Нью-Йорке, в семье Линдсли и Элиз Ирвинг Тэппинов. Окончил Принстонский университет, после чего работал специалистом по связям с общественностью в сфере мерчандайзинга. Участник Второй мировой войны, служил в армии США до 1949 года.
После службы в армии был принят в Государственный департамент США. C 1948 по 1952 год участвовал в формировании Администрации экономического сотрудничества. Был помощником заместителя государственного секретаря США по менеджменту.
- С 25 сентября 1954 по 17 марта 1958 года — чрезвычайный и полномочный посол США в Ливии. 16 ноября 1954 года вручил свои верительные грамоты королю Идрису I. Тэппин стал первым послом США в Ливии после того, как дипломатическая миссия в Триполи получила статус посольства.

Умер 24 декабря 1964 года во время отдыха в Аспене, штат Колорадо, от сердечного приступа. Похоронен на Арлингтонском национальном кладбище.

## Награды
- Орден «Легион почёта»
- Орден Британской империи (Великобритания)[2]
- Орден Почётного легиона (Франция)
- Военный крест (Франция)
- Командор ордена Возрождения Польши
- Командор ордена Короны Италии
- Чехословацкий Военный крест